# Yenga
Yenga é uma aldeia situada na cidade de Tomboco pertencente à província do Zaire em Angola